# Schloss Halbau

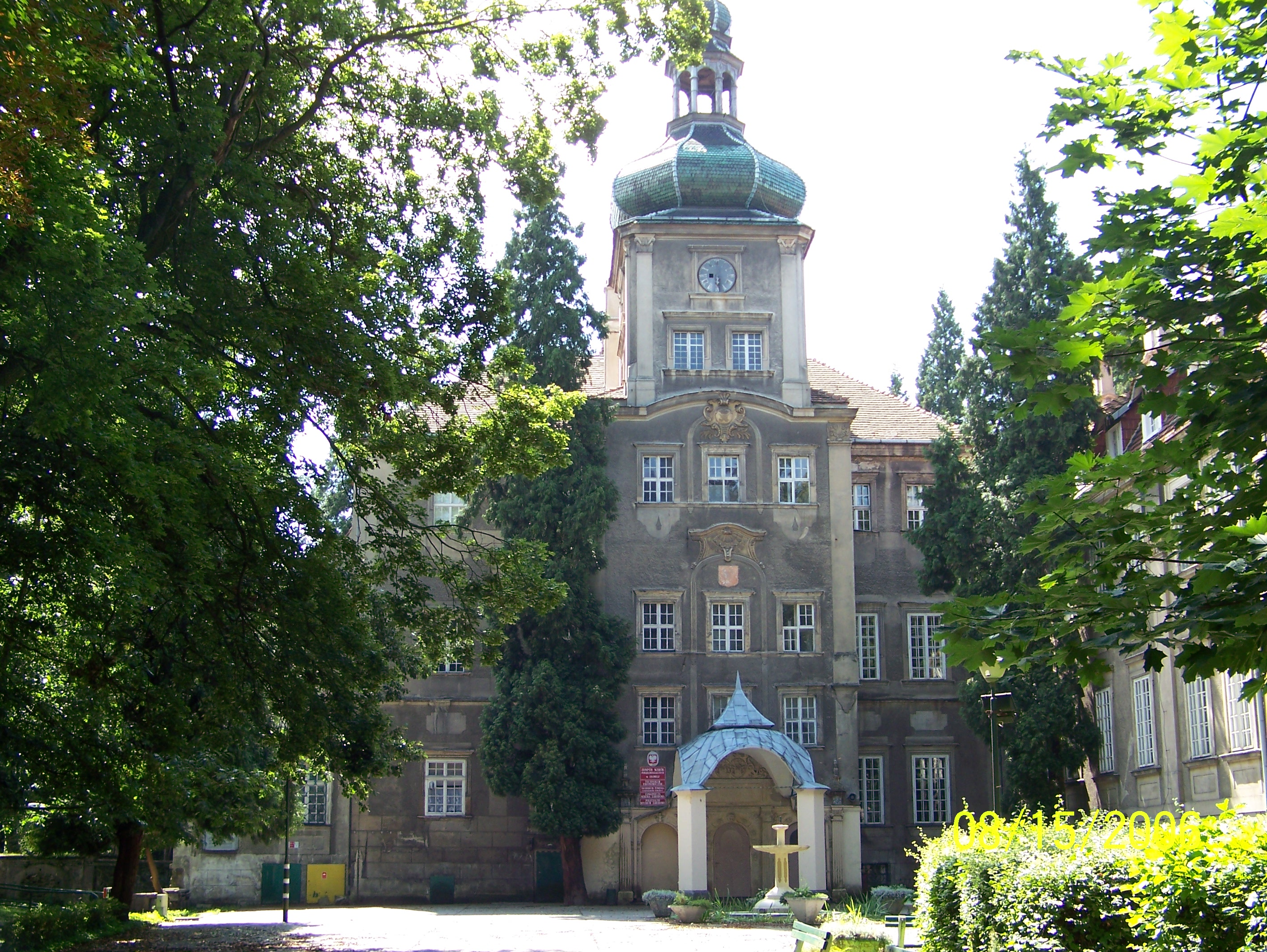
Schloss Halbau

Schloss Halbau (polnisch Pałac w Iłowej) ist ein Schloss in Iłowa (deutsch Halbau) im Powiat Żagański der Woiwodschaft Lebus in Polen.

## Geschichte
Seit dem Hochmittelalter bestand am Ort vermutlich ein Wohnturm, der im Besitz der Herren von Kottwitz war. Im Jahr 1440 wurde der Wohnturm von Raubrittern von der Stadt Görlitz zerstört. 1626 ließ Christian von Schellendorff auf einer Insel in der Tschirne (Czerna) ein Schloss im Stil der Spätrenaissance mit drei Geschossen, vorgesetztem Risalit und Turmaufsatz errichten. Bemerkenswert gestaltet war der Haupteingang mit drei Rundbogenportalen.
Ab 1682 waren die Freiherren von Promnitz Besitzer, die 1712 das Schloss barockisieren und 1720 einen Westflügel anbauen ließen. Nach mehreren Besitzerwechseln war das Schloss u. a. im Besitz der von Kospoth, von der Recke und von Holleben. Ab 1902 war Friedrich Maximilian von Hochberg Eigentümer, der 1905 das Schloss nach Entwurf von Robert Weber umgestalten ließ. Der Mittelturm erhielt einen Zwiebelhelm, die Fassade wurde im Stil des Neubarock umgestaltet, dem Portal eine Stahlbetonvorhalle vorgesetzt, und der Westflügel erhielt einen Festsaalanbau.
Inspiriert von einer Asienreise, ließ Friedrich Maximilian von Hochberg den Garten mit mehreren Teilgärten umgestalten. Auf einer Insel in der Tschirne wurde ein Japanischer Garten mit kleinen Wasserläufen und Brücken zwischen kleine Inseln angelegt. Vom Schloss nach Westen erstreckt sich als weiterer Teilgarten der Chinesische Garten, begrenzt von zwei kulissenartigen Klinkermauern auf geschwungenem Grundriss mit runden und ovalen Fensteröffnungen, die an chinesische Mondtore erinnern sollen. Ein Weg führt zur Grenze des Gartens, wo eine Treppen- und Pagodenarchitektur als Fußgängerbrücke über eine Straße führt. Ein anderer Teilbereich war der von einer Ziermauer eingefasste Rosengarten. Ab 1919 waren die von Alvensleben Besitzer. Heute ist der Schlosspark umfassend saniert.